# Високоефективна рідинна хроматографія

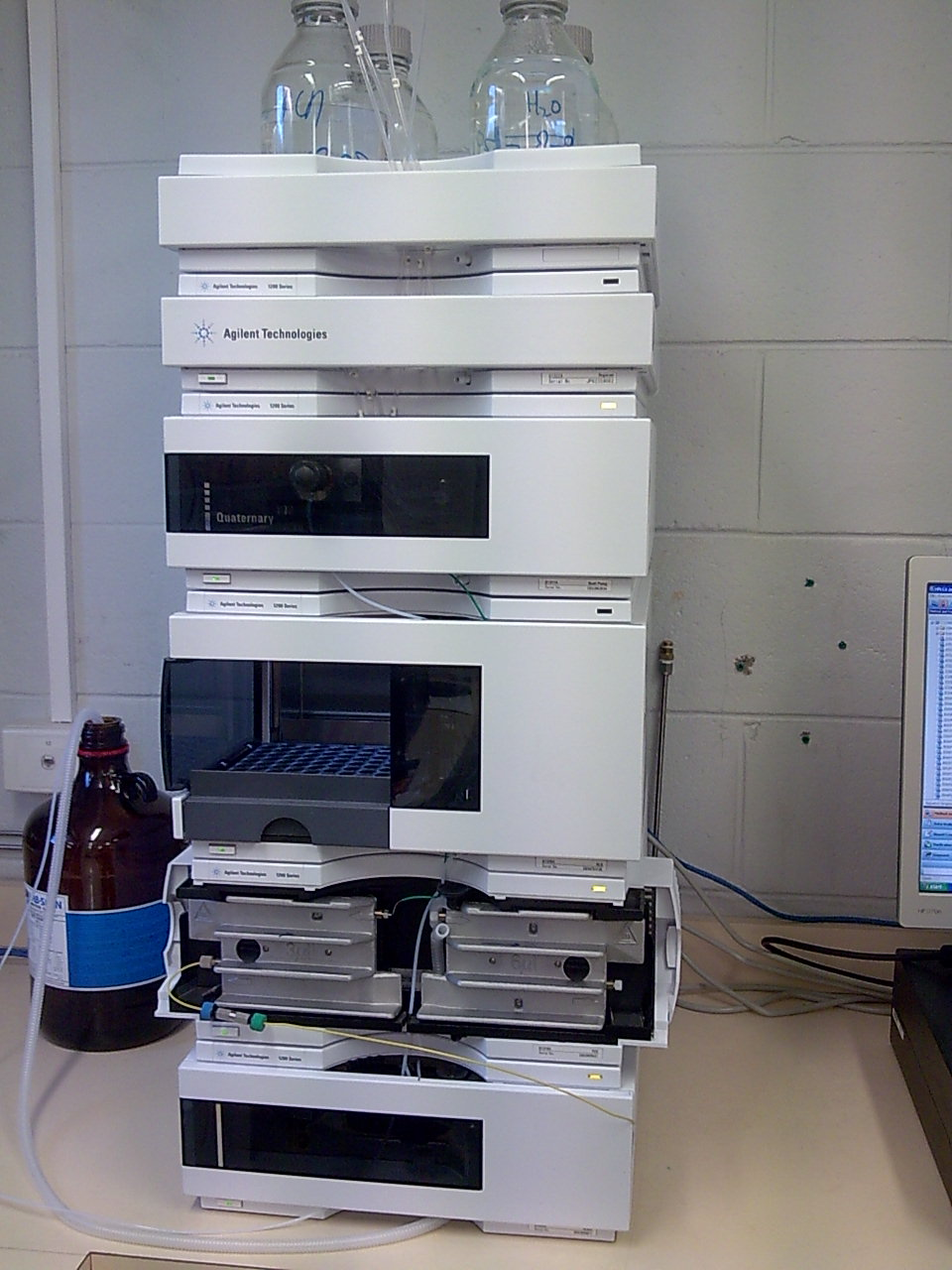
Сучасний аналітичний хроматограф з автосамлером. Дані й програма обробляються з комп'ютера

Високоефективна рідинна хроматографія, ВЕРХ (англ. high-performance liquid chromatography, HPLC), інколи рідинна хроматографія високого тиску — один з хроматографічних методів аналізу і розділення складних сумішей. Принцип хроматографічного розділення також лежить в основі ряду технологічних процесів.

## Загальна характеристика
Як спосіб аналізу, ВЕРХ входить до складу групи методів, яка, зважаючи на складність досліджуваних об'єктів, включає попереднє розділення початкової складної суміші на відносно прості. Отримані прості суміші аналізуються потім звичайними фізико-хімічними методами або спеціальними методами, створеними для хроматографії.
Принцип рідинної хроматографії полягає в розділенні компонентів сумішей, засновуючись на відмінності в рівноважному розподілі їх між двома фазами, що не змішуються, одна з яких нерухома, а інша рухома. Суміші нерівно розподіляються між двома фазами завдяки своїй полярності, розміру або іншим властивостям. Відмітною особливістю ВЕРХ є використання високого тиску і дрібнозернистих сорбентів (зазвичай 3—5 мкм, часто до 1,8 мкм). Це дозволяє розділяти складні суміші речовин швидко і повно (середній час аналізу становить від 3 до 30 хвилин).

## Обладнання

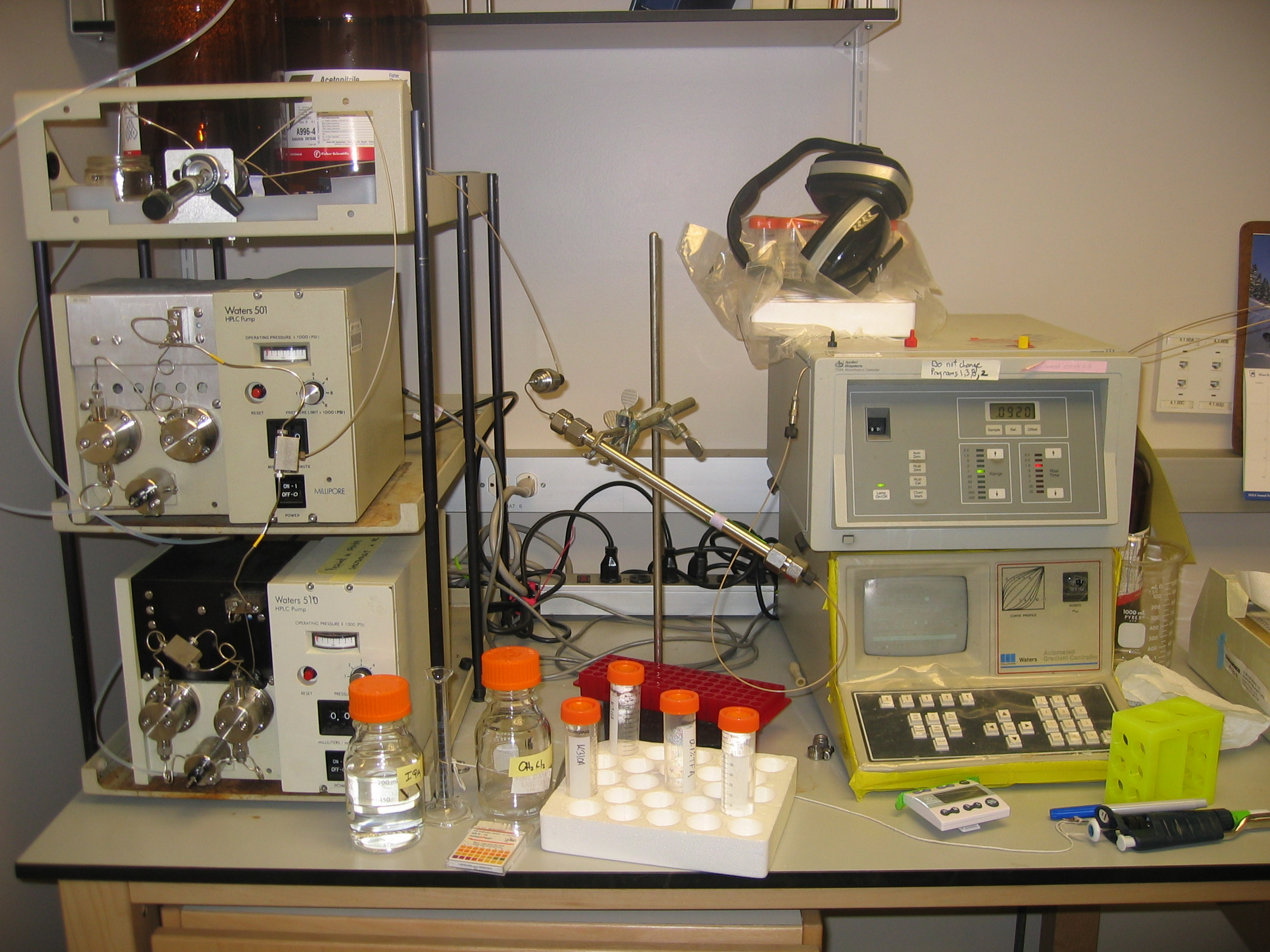
Препаративний хроматограф 1980-х років.
Він включає два однакові насоси (ліворуч), колонку, закріплену в простому хімічному штативі (в центрі), детектор (праворуч зверху) та програматор градієнту (праворуч знизу). Також присутня передколонка (висить біля колонки).
Всі елементи з'єднано товстостінними пластиковими трубками через пластикові адаптери (на різьбі). Такі пристрої виводять хроматограму на самописець (немає на фото).
Фракції збирають у пробірки вручну, чи колектором фракцій. Зразок вноситься шприцом у скручену в спіраль металеву трубку об'ємом 0,5—2 мл (на фото ручний інжектор — малопомітна ручка з кільцем над насосами).
Такий пристрій дозволяє очищати (розділяти) порядку 20 мг сполуки за один цикл внесення зразка (десь 20 хв)

### Колонки
Колонка для ВЕРХ являє собою сталеву трубку діаметром 5—25 мм, наповнену нерухомою фазою (наприклад, модифікованим силікагелем) й закриту з обох боків перехідниками, що дозволяють підключати її до вхідної та вихідної ліній. Колонки розраховують на тиск порядку 150 атм.
Характеристики колонок:
- Довжина: типовим є діапазон 100—250 мм.
- Внутрішній діаметр: від 1 мм (аналітичні) до 20—30 мм (препаративні).
- Падіння тиску: залежить від умов використання (потік, розчинник), типово 40—60 атм.
- Число теоретичних тарілок
- Час проходу чистого розчинника (пропорційний вільному об'єму колонки, поділеному на потік)
- Хімічні властивості фази (здатність утримувати речовини). Широко застосовують так звані «С18» (аналіз невеликих органічних сполук) та «С8» (менш ліпофільні, кращі для розділення біомолекул).

### Передколонки
Передколонки — короткі аналоги основної колонки, розміщуються перед нею й захищають від забивання зразками. Найбільше потрібні при препаративній хроматографії.

### Детектори

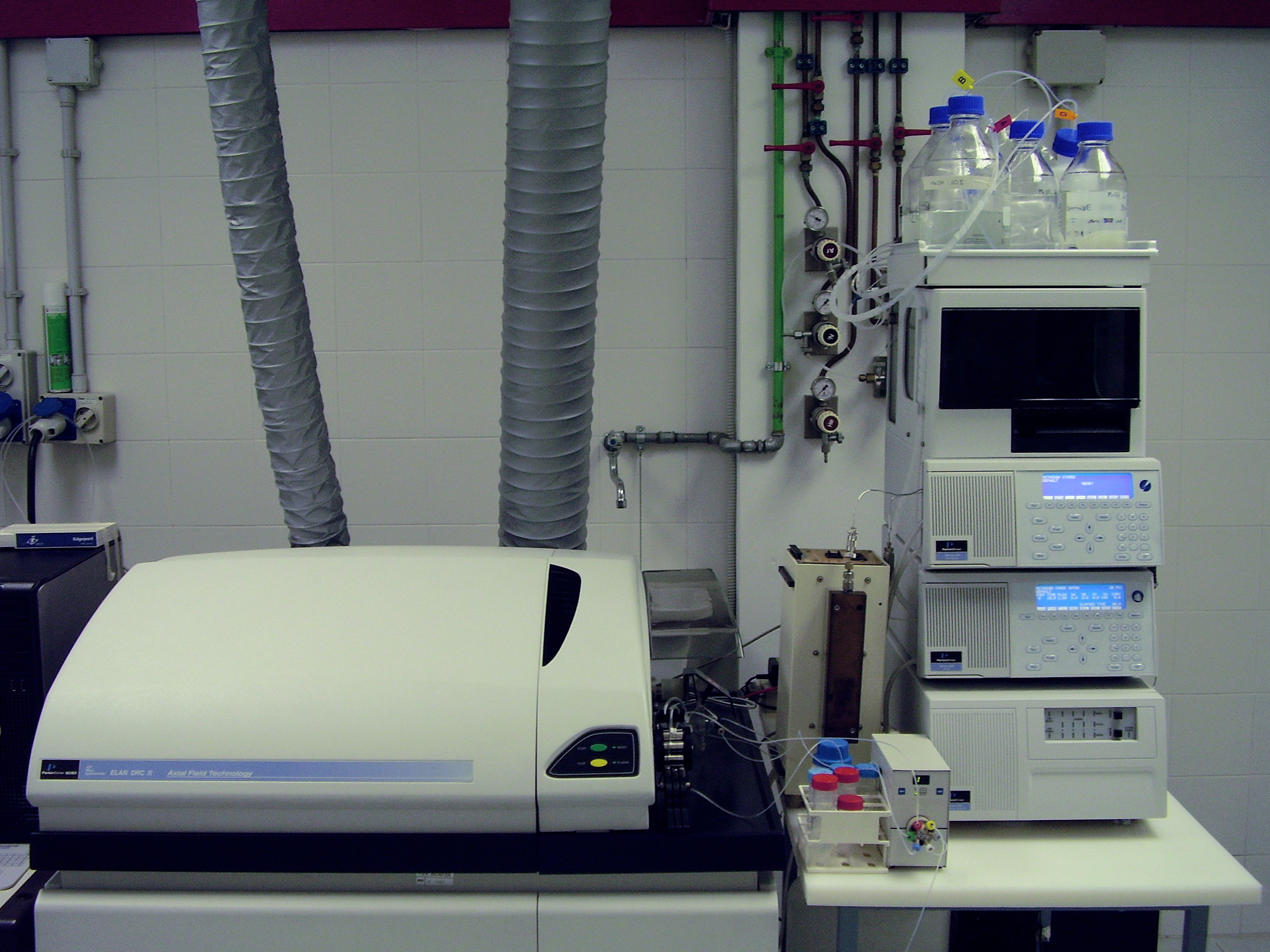
Хроматограф (праворуч), під'єднаний до мас-спектрометра

Найчастіше застосовують УФ-детектори. Більшість органічних речовин поглинає світло на 210 нм (карбонільна група >С=О) та 250 нм (ароматичні кільця). В окремих випадках (наприклад, при аналізі суміші вуглеводнів) необхідно застосовувати детектування зміни показника заломлення світла. Ще рідше застосовують детектори флуоресценції. Порівняно дорогими є детектори-мас-спектрометри. Також розроблено хроматографічні системи, де детектування виконується ЯМР-спектрометром.